# District de Kuching
Le district de Kuching (malais : Daerah Kapit) est un district administratif de l'État malaisien du Sarawak, qui fait partie de la Division de Kuching. La capitale du district est dans la ville de Kuching.

### Liens connexes
- Districts de Malaisie